# Récifs London
Les récifs London (en anglais London Reefs) sont quatre atolls localisés entre 8° 49′ N, 112° 12′ E et 8° 56′ N, 112° 52′ E (8° 49′ N, 112° 12′ E et 8° 56′ N, 112° 52′ E) dans les îles Spratleys de la mer de Chine méridionale (8° 50′ 00″ N, 112° 30′ 00″ E).
| Đá Tây · (Récif London Ouest) Đảo Trường Sa Đông · (Récif London Central) Đá Đông · (Récif London Est) Huayang Jiao · (Récif de Cuarteron) |

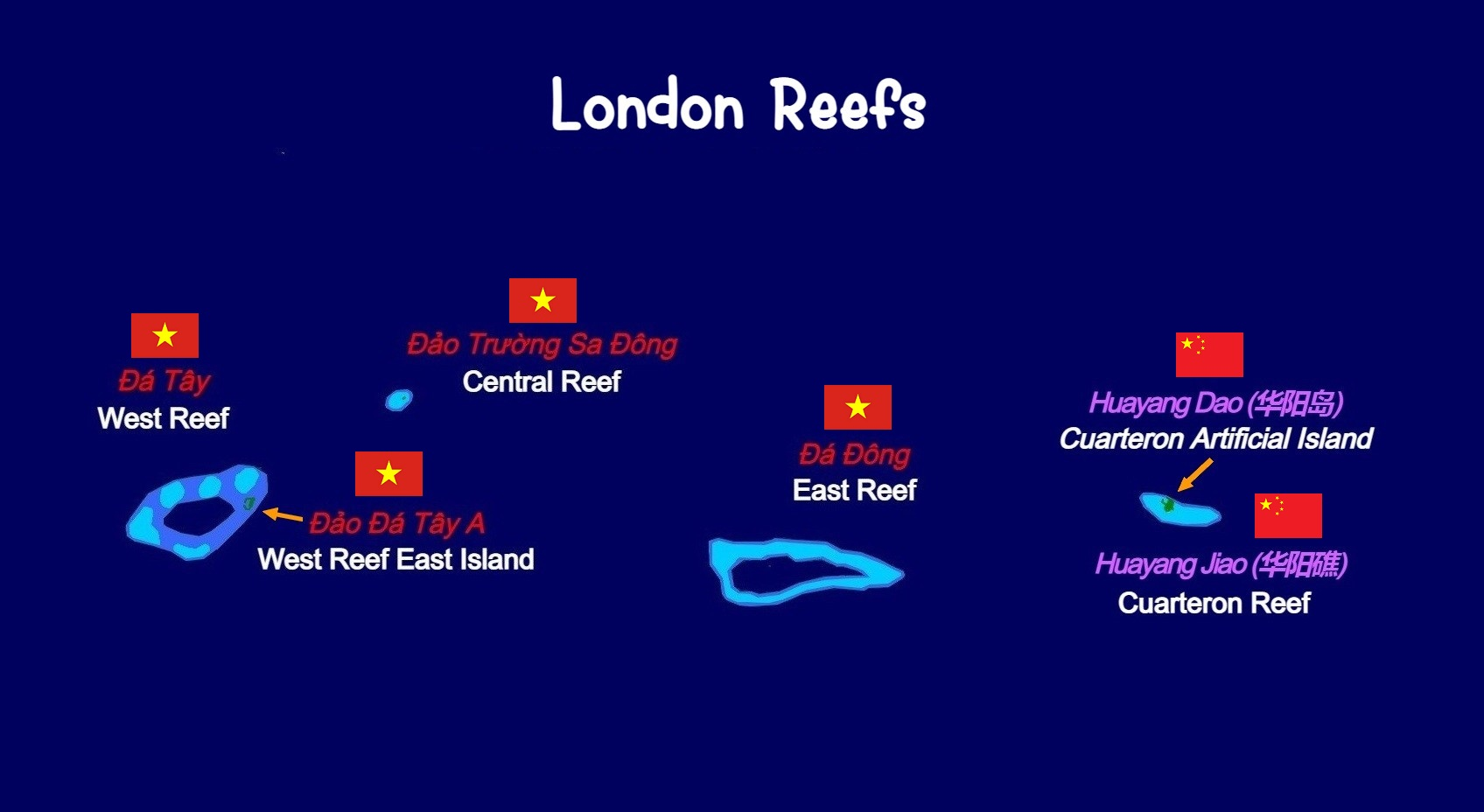
Vue satellite des récifs London.

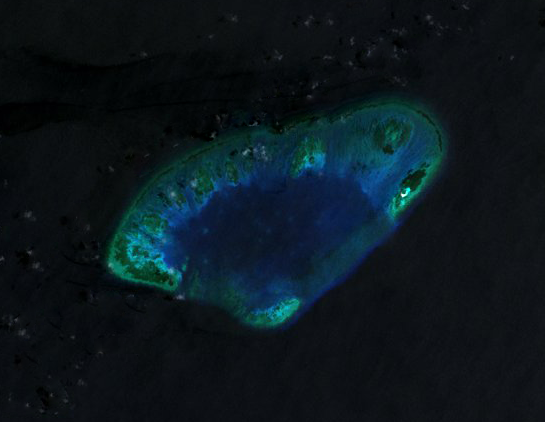
Récif London Ouest.

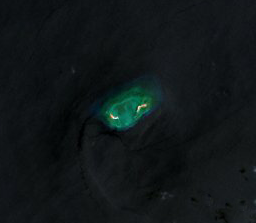
Récif London Central.

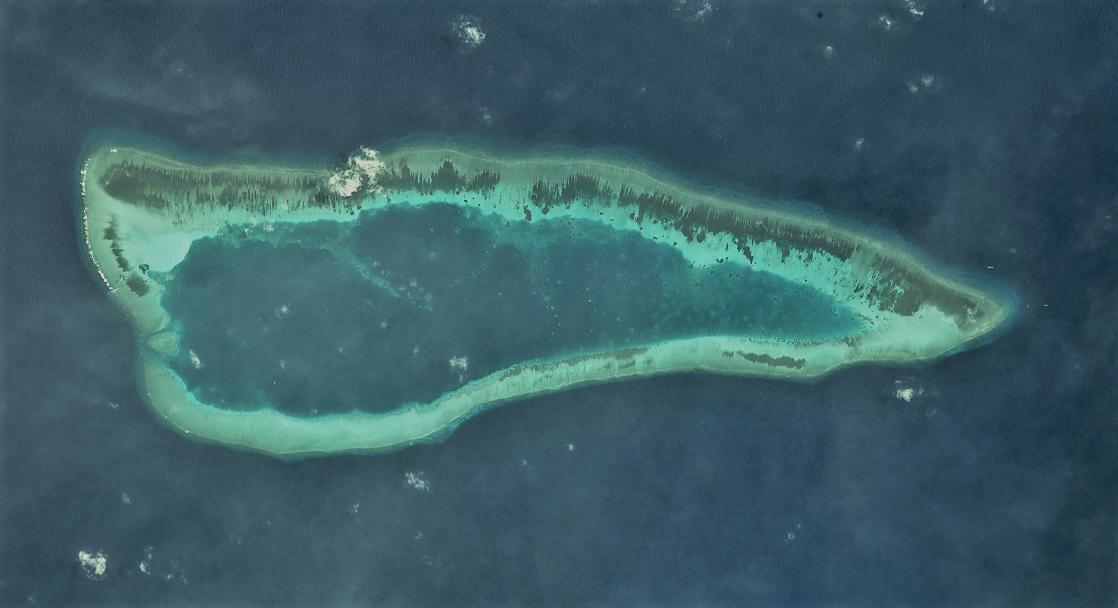
Récif London Est.

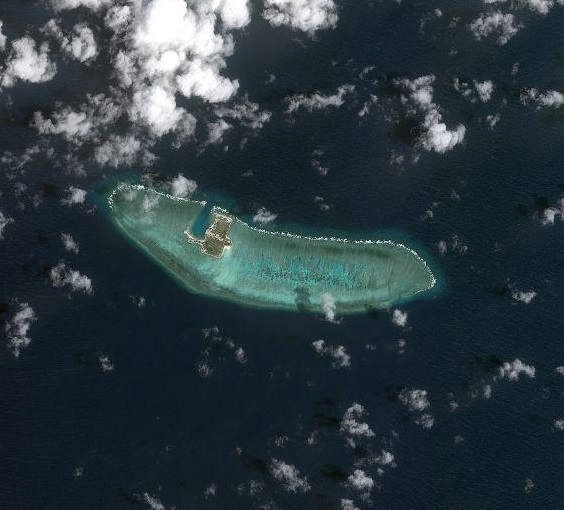
Récif de Cuarteron.

Les quatre principaux éléments dans la zone sont les récifs (London Central, Cuarteron, London Est et London Ouest), sont connus par de nombreux noms,, :
| Nom                  | Latitude | Longitude  | Coordonnées                  | Nom international   |
| -------------------- | -------- | ---------- | ---------------------------- | ------------------- |
| Con Tay              | 8.850000 | 112.533333 | 8° 51′ 00″ N, 112° 32′ 00″ E | London Reefs        |
| da Tay               | 8.850000 | 112.533333 | 8° 51′ 00″ N, 112° 32′ 00″ E | London Reefs        |
| London Reefs         | 8.850000 | 112.533333 | 8° 51′ 00″ N, 112° 32′ 00″ E | London Reefs        |
| Yinqing Qunjiao      | 8.850000 | 112.533333 | 8° 51′ 00″ N, 112° 32′ 00″ E | London Reefs        |
| Récif London Central | 8.935000 | 112.348333 | 8° 56′ 06″ N, 112° 20′ 54″ E | Central London Reef |
| Central Reef         | 8.935000 | 112.348333 | 8° 56′ 06″ N, 112° 20′ 54″ E | Central London Reef |
| Dao Truong Sa Dong   | 8.935000 | 112.348333 | 8° 56′ 06″ N, 112° 20′ 54″ E | Central London Reef |
| Gitnang Quezon       | 8.935000 | 112.348333 | 8° 56′ 06″ N, 112° 20′ 54″ E | Central London Reef |
| Terumbu Gitna        | 8.935000 | 112.348333 | 8° 56′ 06″ N, 112° 20′ 54″ E | Central London Reef |
| Trường Sa Đông       | 8.935000 | 112.348333 | 8° 56′ 06″ N, 112° 20′ 54″ E | Central London Reef |
| Zhong Jiao           | 8.935000 | 112.348333 | 8° 56′ 06″ N, 112° 20′ 54″ E | Central London Reef |
| Bai Chau Vien        | 8.883333 | 112.851389 | 8° 53′ 00″ N, 112° 51′ 05″ E | Cuarteron Reef      |
| Calderon Reef        | 8.883333 | 112.851389 | 8° 53′ 00″ N, 112° 51′ 05″ E | Cuarteron Reef      |
| Récif de Cuarteron   | 8.883333 | 112.851389 | 8° 53′ 00″ N, 112° 51′ 05″ E | Cuarteron Reef      |
| đá Châu Viên         | 8.883333 | 112.851389 | 8° 53′ 00″ N, 112° 51′ 05″ E | Cuarteron Reef      |
| Huayang Jiao         | 8.883333 | 112.851389 | 8° 53′ 00″ N, 112° 51′ 05″ E | Cuarteron Reef      |
| Terumbu Calderon     | 8.883333 | 112.851389 | 8° 53′ 00″ N, 112° 51′ 05″ E | Cuarteron Reef      |
| Đá Đông              | 8.828333 | 112.596667 | 8° 49′ 42″ N, 112° 35′ 48″ E | East London Reef    |
| Dong Jiao            | 8.828333 | 112.596667 | 8° 49′ 42″ N, 112° 35′ 48″ E | East London Reef    |
| Récif London Est     | 8.828333 | 112.596667 | 8° 49′ 42″ N, 112° 35′ 48″ E | East London Reef    |
| East Reef            | 8.828333 | 112.596667 | 8° 49′ 42″ N, 112° 35′ 48″ E | East London Reef    |
| Silangan             | 8.828333 | 112.596667 | 8° 49′ 42″ N, 112° 35′ 48″ E | East London Reef    |
| Terumbu Silangan     | 8.828333 | 112.596667 | 8° 49′ 42″ N, 112° 35′ 48″ E | East London Reef    |
| Đá Tây               | 8.850000 | 112.200000 | 8° 51′ 00″ N, 112° 12′ 00″ E | West London Reef    |
| Kanlurang            | 8.850000 | 112.200000 | 8° 51′ 00″ N, 112° 12′ 00″ E | West London Reef    |
| Terumbu Kanluran     | 8.850000 | 112.200000 | 8° 51′ 00″ N, 112° 12′ 00″ E | West London Reef    |
| Récif London Ouest   | 8.850000 | 112.200000 | 8° 51′ 00″ N, 112° 12′ 00″ E | West London Reef    |
| West Reef            | 8.850000 | 112.200000 | 8° 51′ 00″ N, 112° 12′ 00″ E | West London Reef    |
| Xi Jiao              | 8.850000 | 112.200000 | 8° 51′ 00″ N, 112° 12′ 00″ E | West London Reef    |